# Formica densiventris
Formica densiventris é uma espécie de formiga do gênero Formica, pertencente à subfamília Formicinae.